# Op het spoor van de Marsupilami
Op het spoor van de Marsupilami is het 25ste album uit de stripreeks Marsupilami. Het verhaal is getekend door Batem en Stéphan Colman. Het scenario is eveneens van Colman en is gebaseerd op het scenario van de film Sur la piste du Marsupilami (2012) van Alain Chabat en Jeremy Doner. Het stripalbum verscheen in 2012 bij Marsu Productions.
Behalve het verhaal bevat het album ook een tekening van Chabat met daarop de Marsupilami en de twee hoofdrolspelers uit het album en de film.

## Achtergrond
Colman was bij de vorige albums enkel scenarioschrijver van de reeks. Het album moest echter op zes maanden tijd gemaakt worden, omdat het gebaseerd is op het scenario van een film die rond dezelfde tijd gelanceerd werd. Batem vond dit te weinig tijd, dus vroeg hij Colman om ook enkele pagina's tekenen. De Marsupilami bleef Batem echter overal zelf tekenen.
De verhaallijnen van de film werden vrij getrouw gevolgd. Het uiterlijk van de personages is gebaseerd op foto's van uit de film. Op vraag van enkele acteurs werd het uiterlijk achteraf nog wat verfijnd. Ook de bloem die een grote rol speelt in het verhaal, werd getekend naar het model uit de film. Wel verschillend is het uiterlijk van de indianen, die om grafische redenen in de strip minder versierd zijn. Voorts is in de strip ook een paleis te zien, wat om budgettaire redenen niet het geval is in de film.
De uniformen van de militairen zijn gebaseerd op die uit De dictator en de paddestoel, een strip uit de reeks Robbedoes en Kwabbernoot.

## Verhaal
Dan Geraldo is een televisiepresentator. Zijn programma haalt niet genoeg kijkcijfers, waardoor zijn oversten besluiten hem naar Palombië op reportage te sturen om daar de Paya-indianen te zoeken. Zij hebben als eigenaardig kenmerk dat ze honderden jaren oud kunnen worden. Als gids krijgt Geraldo de Palombiaan Pablito toegewezen. Pablito is een dierenarts met schulden. Hij beweert in zijn jeugd de Marsupilami te hebben gezien - iets dat niemand lijkt te geloven. Door het gidswerk zou hij zijn schulden kunnen betalen.
Geraldo wordt door generaal Pochero ontvangen. Geraldo stuntelt en breekt een elpee uit de collectie van de generaal. Hij wordt opgesloten. Pablito laat zich daarom ook opsluiten en kan een diertje de sleutel laten stelen. Daarop trekken ze het oerwoud in, waar ze op de Paya's stuiten. De Paya's nemen hen gevangen en zien in het duo hun redders. Volgens een voorspelling komt een man met twee gezichten de laatste orchideeën van de godheid Chicxulub stelen. De twee mannen zijn volgens deze voorspelling de enigen die dit kunnen tegenhouden.
In het woud is er inderdaad iemand op zoek naar deze orchideeën. Een botanicus, professor Hermoso, heeft dankzij de Marsupilami de bloem gevonden en ontdekte dat een aftreksel van de bloem hem jong kan houden. Hij is echter op zoek naar meer om zichzelf langer jong te kunnen houden. Hij geraakt uit op macht en pleegt met succes een staatsgreep.
Geraldo en Pablito worden door de Paya's in het oerwoud achtergelaten. Ze krijgen ruzie en gaan elk hun weg. Pablito gaat op pad en komt de Marsupilami uit zijn jeugd opnieuw tegen. Hij heeft Geraldo's camera per ongeluk bij en slaat aan het filmen. Pablito is echter ook getuige van Hermoso's plannen: de Marsupilami vangen om zo meer orchideeën te vinden. Hermoso slaagt in zijn plan: hij vangt een Marsupilami en drie eitjes. Pablito probeert hem tegen te houden, maar Geraldo leidt hem af waardoor Hermoso de situatie weer meester wordt.
Geraldo en Pablito belanden in de cel bij oud-generaal Pochero; de Marsupilami wordt ook gevangen, zijn eitjes worden in een broeikas gezet. Pochero weet echter een geheime uitgang uit de cel en zo kunnen ze ontsnappen. Pochero leidt de bewakers af zodat Pablito en Geraldo kunnen ontsnappen. Ze nemen op hun vlucht de eitjes van de Marsupilami mee. Ze nemen een auto. Geraldo haast zich naar de televisiestudio om zijn carrière te redden met de beelden van Pablito. Pablito blijkt echter op de foute knop te hebben geduwd, waardoor er geen beelden zijn en Geraldo's carrière gedoemd lijkt. Op dat moment komt de Marsupilami de studio binnen, op zoek naar zijn eitjes. Ook Hermoso komt de studio binnen. Hij lijkt de strijd te winnen, maar net dan heeft hij een nieuwe tuig van het orchideeënaftreksel nodig. Hij neemt te veel en wordt té jong: hij eindigt als baby. Geraldo en Pablito zijn ineens ook van hun problemen verlost: Geraldo kan zijn werk houden, Pablito gaat niet meer door het leven als leugenaar en kan afrekenen met zijn schuldeisers.
De Marsupilami keert terug naar zijn nest. Daar komen de eitjes ten slotte uit. De jongen krijgen onmiddellijk een eerste maaltijd, die meteen verklaart waarom de Marsupilami met de bloemen rondloopt: een maaltijd van orchideeën van Chicxulub.